# Rhinolophus megaphyllus
Rhinolophus megaphyllus is een vleermuis uit het geslacht der echte hoefijzerneuzen (Rhinolophus).

## Kenmerken
R. megaphyllus is een kleine hoefijzerneus met niet al te grote, puntige oren en kleine ogen. De bovenkant van het lichaam is grijsbruin, de onderkant wat lichter. De naakte huid van bijvoorbeeld de vleugels is donkergrijs. In Queensland komen oranje exemplaren voor. Kenmerken van het brede, roze neusblad onderscheiden de soort van andere hoefijzerneuzen.

## Leefwijze
In Australië gebruikt dit dier zeer vochtige grotten om in te slapen in groepen van 5 tot 2000 dieren. In maart en april is de paartijd. Drachtige vrouwtjes verhuizen in september of oktober naar een speciale grot om hun jongen te baren. De vlucht is langzaam, maar beweeglijk. Net als andere kleine vleermuizen leeft deze soort van insecten.

## Afmetingen
In onderstaande tabel zijn maten van verschillende populaties van R. megaphyllus opgenomen.
| Kenmerk               | Australië | Nieuw-Guinea | New Ireland |
| --------------------- | --------- | ------------ | ----------- |
| Kop-romplengte (mm)   | 44-53     | 49           | 42,7-49,2   |
| Staartlenge (mm)      | -         | 18,0         | 20,8-21,26  |
| Voorarmlengte (mm)    | 44-52     | 48,7-49,1    | 41,7-43,4   |
| Achtervoetlengte (mm) | -         | 12,1         | -           |
| Oorlengte (mm)        | 17-21     | 16-19,5      | 16,8-18,2   |
| Gewicht (g)           | 7-13      | 9-10,5       | 6,5-7,0     |

## Verspreiding
Deze soort komt voor in het oosten van Nieuw-Guinea, op de nabijgelegen eilanden Goodenough, Misima, Nieuw-Brittannië, Nieuw-Ierland en Woodlark en in het oosten van Australië zuidelijk tot het midden van Victoria. Binnen deze verspreiding worden vijf ondersoorten erkend: fallax Andersen, 1906 op Nieuw-Guinea, ignifer Allen, 1933 in Noordoost-Australië, megaphyllus Gray, 1834 in Zuidoost-Australië, monachus Andersen, 1905 op Misima en vandeuseni Koopman, 1982 op New Britain en New Ireland.

## Verwantschap
Er is nog een aantal taxonomische problemen met betrekking tot deze soort. De meer westelijk voorkomende Rhinolophus robinsoni en Rhinolophus keyensis worden soms tot R. megaphyllus gerekend. Een nog groter probleem vormt de relatie tussen R. megaphyllus en R. philippinensis. Er is namelijk een serieuze mogelijkheid dat deze twee soorten beiden polyfyletisch zijn, dus dat populaties van de ene soort nauwer verwant zijn aan de andere en andersom; de situatie wordt nog ingewikkelder gemaakt door het bestaan van twee verschillende vormen (waarschijnlijk aparte soorten) van R. philippinensis in Australië.